# Va pas trop vite
Le Va pas trop vite est un bateau de pêche à voile et à coque bois, construit en 1934-1935 au chantier Bouché de Pornic.
Il appartient désormais à la Maison de quartier de Kerlédé à Saint-Nazaire.
Il est le dernier exemplaire navigant de ce type de bateau de travail uniquement mû la voile.
Son immatriculation d'origine était NO 2761 (Noirmoutier).
Le Va pas trop vite fait l’objet d’un classement au titre objet des monuments historiques depuis le 24 septembre 1993.

## Histoire
Le Va pas trop vite a été construit pour la pêche aux casiers (crustacés) et la pêche au filet (crevettes) dans la baie de Bourgneuf. Il a les caractéristiques des voiliers de travail de la Basse Loire : fond plat à quille, gréement de cotre (grand-voile, foc, trinquette, voile de flèche à balestron et bout-dehors coulissant).
Il a effectué toute sa carrière de pêche côtière avec le même patron, jusque dans les années 1950.
Il est revendu pour la plaisance en 1962 et part pour le port de Tréhiguier à Pénestin en 1964 sous l'immatriculation SN 461155 : il est démâté et muni d'un rouf. Coulé une première fois lors d'une tempête, il est remis à flot. Puis il subit un second naufrage et son épave est abandonnée.
Il a été découvert en 1983 dans une vasière de Pénestin dans l'embouchure de la Vilaine et acheté par l'association Collectif animation de Kerledé.
Il a été restauré une première fois à Saint-Nazaire en 1984 pour une remise dans son état d'origine grâce à une équipe de bénévoles aidée par un charpentier de marine Jacques Le Cloarec et son gendre Roger Roué. Il est remis à l'eau dès 1985 et confié à la Maison de quartier de Kerlédé, qui l'entretient et le fait naviguer au bénéfice de ses membres. Un moteur Renault Couach de 11 ch lui a été adjoint en 1988.
Dans les années 2000, il subit quelques dégâts et des réparations deviennent nécessaires.
En 2005, il est mis en réparation au Chantier des Ileaux à Noirmoutier. Le coût conséquent des travaux est subventionné par la DRAC, le Conseil général et des dons de sponsors et donateurs.
En mai 2008, le Va pas trop vite est remis à l'eau et un moteur neuf est installé.